# Kumi Yokoyama
Kumi Yokoyama (横山 久美, Yokoyama Kumi), est une personnalité japonaise du football international née le 13 août 1993 à Tama (Tokyo).

## Biographie
Le 6 mars 2015, Kumi Yokoyama fait ses débuts avec l'équipe du Japon féminine de football lors de l'Algarve Cup, contre l'équipe du Portugal féminine. Yokoyama participe à la Coupe du monde féminine de football 2019. En équipe nationale féminine du Japon, Yokoyama compte 43 sélections et 17 buts.

## Statistiques
Le tableau ci-dessous présente les statistiques de Kumi Yokoyama en équipe nationale.
| Équipe du Japon | Équipe du Japon | Équipe du Japon |
| Année           | Matchs          | Buts            |
| --------------- | --------------- | --------------- |
| 2015            | 5               | 2               |
| 2016            | 8               | 3               |
| 2017            | 11              | 6               |
| 2018            | 11              | 5               |
| 2019            | 8               | 1               |
| Total           | 43              | 17              |

## Vie privée
En juin 2021, Kumi Yokoyama fait son coming out, en tant qu'homme transgenre, et décide d'adopter les pronoms neutres they/them,.

## Palmarès
- Équipe gagnante de la Coupe d'Asie féminine de football 2018
- Troisième de la Coupe du monde féminine des moins de 20 ans 2012
- Finaliste de la Coupe du monde féminine des moins de 17 ans 2010